# 科斯科卡瓦里納山 (卡爾卡區)
13°14′40″S 71°55′33″W / 13.24444°S 71.92583°W
科斯科卡瓦里納山（Coscojahuarina），是秘魯的山峰，位於該國東南部庫斯科大區，由卡爾卡省的卡爾卡區負責管轄，屬於烏魯潘帕山脈的一部分，海拔高度4,623米。